# Artur Tajber
Artur Tajber (ur. 1953 w Katowicach) – polski artysta intermedialny, performer.
Studiował na PWSSP we Wrocławiu (Wydział Malarstwa, Grafiki i Rzeźby) i ASP w Krakowie, na Wydziale Malarstwa - dyplom w roku 1978 w pracowni prof. Adama Marczyńskiego.
Wystawia od roku 1974. Od połowy lat siedemdziesiątych uprawia sztukę performance i pracuje w tematycznych cyklach, (między innymi: ORIENT-AkCJA, OKCYDENT-AkCJA, WALK'MAN, TIMEMIT) które nie maja warsztatowych - formalnych i technologicznych - ograniczeń; realizuje akcje artystyczne, materialne i wirtualne obiekty, instalacje, pisze o sztuce. Od końca lat siedemdziesiątych angażuje się w prace organizacyjne i kuratorskie, działa w Klubie Młodych ZO ZPAP w Krakowie (wiceprzewodniczący), NSZZ Solidarność (członek i skarbnik Komitetu Zakładowego NSZZ Solidarność Artystów Plastyków przy ZO w Krakowie), ZPAP (wiceprzewodniczący Sekcji Malarstwa ZO ZPAP w Krakowie).
W 1984 roku wraz z Marianem Figlem, Władysławem Kaźmierczakiem, Marcinem Krzyżanowskim, we współpracy z Barbarą Maroń, tworzy "Formułę KONGER" - grupę artystów performance poszukujących wspólnie form wyrazu odpowiadających na ograniczanie praw obywatelskich i represje polityczne.
W stanie wojennym pozbawiony paszportu i nakłaniany do opuszczenia Kraju, zatrzymywany i aresztowany. W latach osiemdziesiątych zostaje członkiem regionalnego zespołu OKO ZPAP, a po reaktywacji ZPAP zostaje wiceprezesem pierwszej kadencji Zarządu Okręgu w Krakowie. W latach 1994–96 pełnił funkcję przewodniczącego Komisji Statutowej Zarządu Głównego ZPAP. W roku 1994 występuje z NSZZ Solidarność. 
Prowadził m.in. galerię gt (1986-1999) i Galerię Pryzmat w Krakowie (1990-1993). Od lat siedemdziesiątych organizuje wydarzenia artystyczne, festiwale, wystawy w Polsce i za granicą. Był członkiem założycielem Stowarzyszenia Fort Sztuki (1996-2006 prezes) i członkiem redakcji magazynu Fort Sztuki (2004-2006). Jest członkiem IAPAO (International Association of Performance Artists and Organizers) oraz IKG (Internazionales Kunstler Gremium). Wchodzi w skład międzynarodowej rady programowej magazynu artystycznego Inter (Quebec City).
Profesor ASP w Krakowie, założyciel, kierownik i twórca programu Międzywydziałowej Pracowni Intermediów ASP (2001-2007), współtwórca unikatowego kierunku intermedia i katedry intermediów (w latach 2007-2012 kierownik Katedry Intermediów na Wydzale Rzeźby). Obecnie, po utworzeniu w roku 2012 Wydziału Intermediów, pełni funkcję jego dziekana.
Jest od lat siedemdziesiątych czynnym artystą performance i systematycznie bierze udział i animuje wydarzenia związane z działalnością tego typu. Jest autorem i redaktorem cyklu wydawniczego poświęconego sztuce akcyjnej pt.METAMUZEUM, (dotychczas wydano 3 tomy: "sztuka na ulicy / art in the street" 2012, "urodzeni w 1953 / 1953 born", "transfer doświadczenia / transfer of experience - metamorfozy czasu / metamorphoses of time" 2013). W roku 2013 wydał autorską książkę pod tytułem "WALK'MAN - akcja uliczna".